# Forest of Rossendale
Forest of Rossendale är en skog i Storbritannien.   Den ligger i riksdelen England, i den centrala delen av landet, 280 km nordväst om huvudstaden London.